# شن فیلن
شن استیون فیلان (به ایرلندی: Shane Steven Filan) (متولد ۵ ژوئیه ۱۹۷۹) خواننده اهل جمهوری ایرلند است. او از خوانندگان گروه وست‌لایف است.